# Edmund Randolph
Edmund Jennings Randolph (Williamsburg, 10 de agosto de 1753 – Millwood, 12 de setembro de 1813) foi um advogado e político norte-americano que serviu como o 7º governador da Virgínia entre 1786 e 1788, e Procurador-Geral e Secretário de Estado dos Estados Unidos durante a presidência de George Washington.